# 千葉朱里
千葉 朱里（ちば あかり、本名・松尾 朱里 1974年1月1日 - ）は、北海道旭川市出身の元アナウンサー。
札幌市立真駒内中学校、札幌藻岩高等学校、小樽商科大学卒業後、1996年北海道文化放送 (UHB) に入社。2005年結婚のため退社、仙台へ移住。フリーアナウンサーとなり、「松尾あかり」の名で仙台放送『ヨジテレビ!』のレポーターを2006年まで務めた。2008年からは夫の転勤に伴い東京に移り、オールウェーブ・アソシエツに所属していた。